# Franciszek Ostaszewski
Franciszek Ostaszewski herbu Ostoja (ur. ok. 1610, zm. 1684) – skarbnik ciechanowski, właściciel Ostaszewa Wielkiego na Mazowszu, elektor króla Michała Korybuta Wiśniowieckiego.

## Życiorys

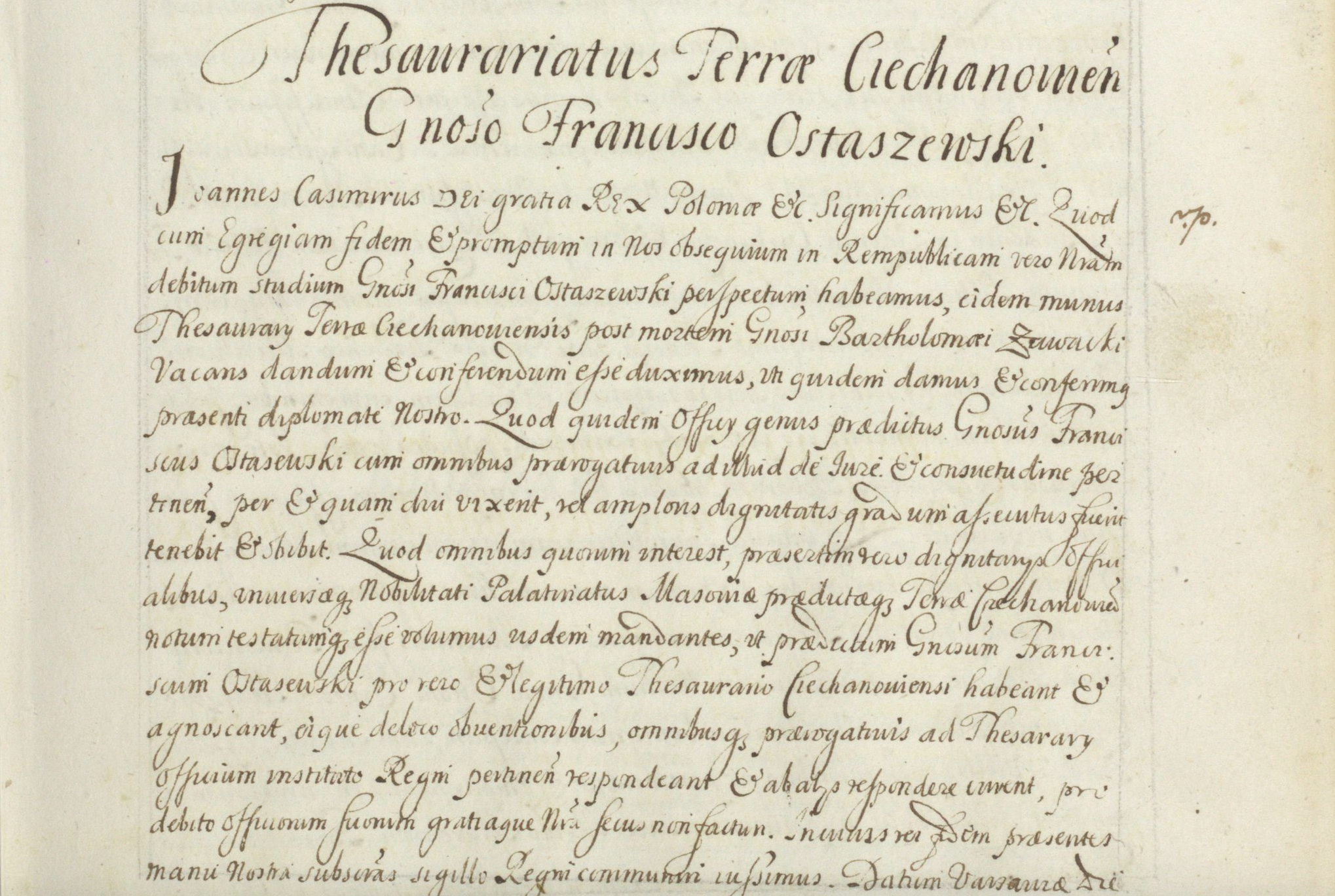
Nominacja Franciszka Ostaszewskiego na skarbnika ciechanowskiego w 1658 r., AGAD: Metryka Koronna (Mazowiecka)

Pochodził ze szlacheckiej rodziny Ostaszewskich z Ostaszewa herbu Ostoja. Urodził się około 1610 roku jako syn Adama, właściciela Ostaszewa Wielkiego w ziemi ciechanowskiej i Eufemii Karniewskiej, sędzianki ziemskiej różańskiej.
Po śmierci ojca w 1646 roku przejął dwór w Ostaszewie Wielkim. W czasie potopu szwedzkiego 1655 roku jego dobra zostały zniszczone przez Szwedów, dzieląc losy innych spustoszonych majątków szlacheckich.
Po wycofaniu się wojsk szwedzkich z Polski otrzymał w 1658 r. od króla Jana Kazimierza - zapewne za zasługi w wojnie - urząd ziemski skarbnika ciechanowskiego, wakujący po śmierci Bartłomieja na Grudowsku Zawadzkiego herbu Rogala.
Po abdykacji Jana Kazimierza, ostatniego Wazy na polskim tronie, uczestniczył w 1669 roku w elekcji Michała Korybuta Wiśniowieckiego. Wziął w niej udział jako elektor z ziemi ciechanowskiej.
Był dwukrotnie żonaty: najpierw z Heleną Młocką, córką podczaszego płockiego Wojciecha Młockiego i Elżbiety Wessel, a następnie z Marianną Niszczycką, córką wojewodzica bełskiego Zygmunta Niszczyckiego.
Zmarł w 1684 roku. Postawił pięcioro dzieci: Wojciecha ożenionego z Katarzyną Brodzką, Jacka ożenionego z Magdaleną Kuklińską, Annę za Władysławem Wróblewskim, Katarzynę za Józefem Żochowskim i Barbarę za Janem Ciemniewskim.